# Lisa Randall

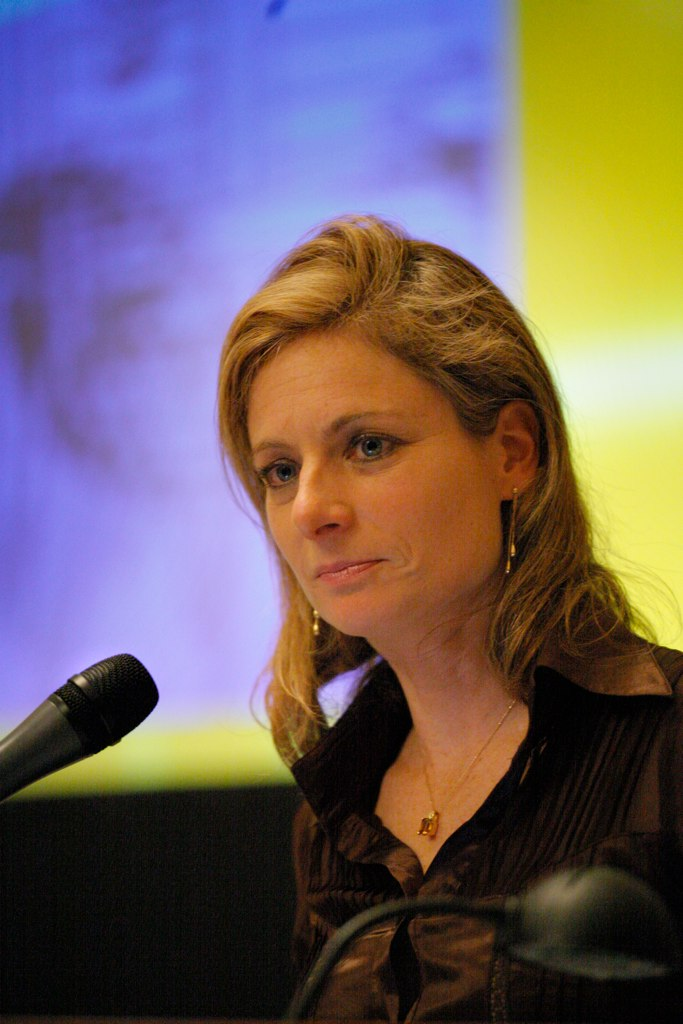
Lisa Randall (2006)

Lisa Randall (ur. 18 czerwca 1962 w Queens, w Nowym Jorku) – amerykańska fizyczka teoretyczna, popularyzatorka nauki, autorka książek popularnonaukowych, która prezentuje bieżące osiągnięcia z zakresu fizyki cząstek elementarnych i kosmologii. Jest profesorką na Uniwersytecie Harvarda. Laureatka Nagrody Sakurai przyznawanej przez Amerykańskie Towarzystwo Fizyczne (APS) teoretykom cząstek elementarnych (2019).

## Życie i kariera naukowa
Już w dzieciństwie wykazywała nieprzeciętne zdolności do matematyki. Ukończyła Stuyvesant High School, gdzie była w tej samej klasie co Brian Green. Zajęła pierwsze miejsce w prestiżowym konkursie naukowym dla młodzieży licealnej, Westinghouse Science Talent Search. Studiowała i obroniła doktorat (w 1987) na Uniwersytecie Harvarda.
Pracowała w MIT i na Uniwersytecie w Princeton. W 2001 wróciła na Uniwersytet Harvarda. Jest pierwszą kobietą, która otrzymała stały etat wykładowcy (tzw. tenure) na wydziale fizyki w Princeton i pierwszą teoretyczną fizyczką, które otrzymała tenure na Harwardzie. Z uwagi na uzdolnienia matematyczne bywa porównywana do Emmy Noether. Zajmuje się kosmologią, fizyką cząstek elementarnych, supersymetrią, teorią strun i ciemną materią. Należy do najczęściej cytowanych i najbardziej wpływowych fizyków teoretyków.
Rozgłos przyniosła jej praca nad dodatkowymi wymiarami. Razem ze współpracownikiem Ramanem Sundrumem stworzyła model, według którego świat, w którym żyjemy, jest czterowymiarową czasoprzestrzenią, tzw. braną, zanurzoną w pięciowymiarowej wygiętej czasoprzestrzeni zwanej antydesitterowską, której piąty wymiar jest ukryty. W pięciowymiarowej wygiętej czasoprzestrzeni grawitacja, masy i energie cząstek elementarnych są różne w różnych jej miejscach.
Została członkinią National Academy of Sciences, American Philosophical Society i American Academy of Arts and Sciences. Otrzymała wiele nagród i honorowych stopni naukowych. W 2007 znalazła się na liście „100 najbardziej wpływowych osób” ogłoszonej przez magazyn Time. Magazyn Esquire zaliczył ją do „75 najbardziej wpływowych osób XXI wieku”. Dwie jej książki Warped Passages (2005) i Knocking on Heaven’s Door (2011) trafiły na listę bestsellerów New York Timesa i zostały zaliczone do 100 wybitnych książek. Na listę bestsellerów trafiła także inna jej książka: Dark Matter and Dinosaurs (2015). W 2012 wydała też e-book Higgs Discovery: The Power of Empty Space, w której opowiada o najnowszych osiągnięciach w dziedzinie fizyki cząstek elementarnych.

## Inne zainteresowania
W 2009 napisała libretto do opery Hypermusic Prologue: A Projective Opera in Seven Planes, której premiera miała miejsce w Centrum Pompidou w Paryżu. Operę skomponował Hèctor Parra, zainspirowany jej książką. Była kuratorką wystawy Measure for Measure w Gallery 825 w Los Angeles, w Guggenheim Gallery w Chapman University i w Carpenter Center na Uniwersytecie w Harwardzie.

## Publikacje popularnonaukowe
- 2005, Warped Passages,
  - 2016: Ukryte wymiary Wszechświata, przekład Ewa L. Łokas, Bogumił Bieniok, Prószyński i S-ka, Warszawa, ISBN 978-83-7648-684-0.
- 2011, Knocking on Heaven’s Door,
  - 2013: Pukając do nieba bram. Jak fizyka pomaga zrozumieć Wszechświat, przekład Ewa L. Łokas, Bogumił Bieniok, Prószyński i S-ka, Warszawa, ISBN 978-83-7839-408-2.
- 2012, Higgs Discovery: The Power of Empty Space,
- 2015, Dark Matter and Dinosaurs,
  - 2016: Ciemna materia i dinozaury, przeł. Bogumił Bieniok, Ewa L. Łokas, Prószyński i S-ka, Warszawa, ISBN 978-83-8097-007-6.